# Drachhausen
Drachhausen (em baixo sorábio: Hochoza) é um município da Alemanha, situado no distrito de Spree-Neiße, no estado de Brandemburgo. Tem 38,37 km² de área, e sua população em 2019 foi estimada em 786 habitantes.